# Мальцев Веніамін Миколайович
Веніамін Миколайович Ма́льцев (нар. 11 липня 1931, Вороватка — пом. 11 червня 1986, Красний Луч) — російський радянський письменник; член Спілки письменників СРСР з 1972 року.

## Біографія
Народився 11 липня 1931 року в селі Вороватці (нині Краснобаковський район Нижньогородської області, Росія). 1954 року закінчив Ленінградський гірничий інститут; у 1968 році — Літературний інститут імені Максима Горького у Москві. 
Жив у Красному Лучі. Працював на шахті комбінату «Донбасантрацит». Помер у Красному Лучі 11 червня 1986 року.

## Творчість
Перше оповідання «Первый глухарь» опублікував 1953 року у ленінградській газеті «Смена». Писав російською мовою повісті й оповідання, нариси і ліричні мініатюри. Твори присвячені здебільшого життю і праці шахтарів Донбасу. Серед творів:
збірки оповідань і нарисів
- «Рідна земля»/«Родная земля». Ленінград, 1961;
- «Якщо вірити»/«Если верить». Донецьк, 1966;

збірки повістей і оповідань
- «Підземні грози»/«Подземные грозы». Донецьк, 1971;
- «Пора косовиць»/«Пора сенокосов». Донецьк, 1985;

збірка повістей
- «Нелегкі хліби»/«Нелегкие хлеба». Донецьк, 1977;

збірка оповідань
- «Давня любов»/«Старая любовь». Донецьк, 1980.

Окремі твори письменника перекладені українською мовою.